# Like the Deserts Miss the Rain
Like the Deserts Miss the Rain è un album di raccolta del duo musicale britannico Everything but the Girl, pubblicato nel 2002.

## Tracce
Tutte le tracce sono di Tracey Thorn e Ben Watt, eccetto dove indicato.

1. My Head Is My Only House Unless It Rains (Don Van Vliet)
2. Rollercoaster (Ben Watt)
3. Corcovado (Antônio Carlos Jobim, Gene Lees)
4. Each and Every One
5. Before Today (Chicane remix) (Ben Watt)
6. Mine (Tracey Thorn)
7. Protection (Massive Attack with Tracey Thorn)
8. Single (Photek remix)
9. Tracey in My Room (Lazy Dog Bootleg vocal mix) (Jose Burgos, Sandy Rivera, Watt, Thorn)
10. Missing (Todd Terry remix)
11. Almost Blue (Elvis Costello)
12. No Difference
13. Cross My Heart
14. Mirrorball
15. A Piece of My Mind (Tracey Thorn)
16. Walking Wounded (John Coxon, Spring Heel Jack, Ashley Wales, Watt)